# Пожога (Нижньогородська область)
Пожога (рос. Пожога) — присілок в Вачському районі Нижньогородської області Російської Федерації.
Населення становить 15 осіб. Входить до складу муніципального утворення Новосельська сільрада.

## Історія
Від 2009 року входить до складу муніципального утворення Новосельська сільрада.

## Населення
| 1859 | 1905 | 1926 | 1999 | 2002 | 2010 |
| ---- | ---- | ---- | ---- | ---- | ---- |
| 281  | ↗283 | ↘270 | ↘29  | ↘23  | ↘15  |